# Darío Jara Saguier
Darío Jara Saguier (ur. 27 stycznia 1930, zm. 22 stycznia 2023)– piłkarz paragwajski, środkowy napastnik i trener piłkarski. Jest jednym z siedmiu braci, którzy byli zawodowymi piłkarzami (Alberto Jara Saguier, Ángel Jara Saguier, Carlos Jara Saguier, Críspulo Jara Saguier, Enrique Jara Saguier oraz Toribio Jara Saguier), przy czym Ángel i Enrique (którzy razem z Dario grali w Cerro Porteño) także byli reprezentantami kraju.

## Życiorys
Urodzony w Asunción Jara Saguier karierę piłkarską rozpoczął w 1946 roku w klubie Club Rubio Ñú. Następnie przeniósł się do klubu Cerro Porteño, w którym dwa razy z rzędu (w 1949 i 1950) sięgnął po tytuł króla strzelców pierwszej ligi – za każdym razem zgromadził 18 bramek. W 1950 roku Jara Saguier zdobył swój pierwszy tytuł mistrza Paragwaju.
Jako piłkarz klubu Cerro Porteño był w kadrze reprezentacji podczas finałów mistrzostw świata w 1950 roku, gdzie Paragwaj odpadł w fazie grupowej. Jara Saguier zagrał w obu meczach – ze Szwecją i Włochami.
W 1954 Jara Saguier po raz drugi zdobył mistrzostwo Paragwaju. W klubie Cerro Porteño grał do 1960 roku. Następnie po krótkich okresach gry w różnych klubach paragwajskich – General Caballero Asunción, Rubio Ñú, Luis Alberto de Herrera Guarambaré i Olimpia Itá – zakończył karierę w 1965 roku. Nigdy nie wziął udziału w turnieju Copa América.
Jara Saguier jeszcze jako piłkarz klubu Olimpia Itá rozpoczął karierę trenerską – początkowo w roli grającego trenera. Po zakończeniu kariery piłkarskiej pracował jako trener w takich klubach jak Sportivo Trinidense, Rubio Ñu, Resistencia SC, Recoleta Asunción, Club Presidente Hayes, Cerro Corá Asunción, Sportivo Ameliano Asunción, Cerro Porteño, Luis Alberto de Herrera de Guarambaré oraz Olimpia de Itá.

## Sukcesy
| Sezon | Drużyna       | Tytuł            |
| ----- | ------------- | ---------------- |
| 1950  | Cerro Porteño | Mistrz Paragwaju |
| 1954  | Cerro Porteño | Mistrz Paragwaju |